# Стони Појнт (Мичиген)
Стони Појнт (енгл. Stony Point) насељено је место без административног статуса у америчкој савезној држави Мичиген.

## Демографија
По попису из 2010. године број становника је 1.724, што је 51 (-2,9%) становника мање него 2000. године.
| Група             | 2000.         | 2010.         |
| Белци             | 1.677 (94,5%) | 1.640 (95,1%) |
| Афроамериканци    | 10 (0,6%)     | 13 (0,8%)     |
| Азијати           | 6 (0,3%)      | 6 (0,3%)      |
| Хиспаноамериканци | 40 (2,3%)     | 42 (2,4%)     |
| Укупно            | 1.775         | 1.724         |